# Ben Daniels
Ben Daniels, född 10 juni 1964 i Nuneaton i Warwickshire, är en brittisk skådespelare. Han har erfarenhet från film, TV och teater. År 2001 vann han Laurence Olivier Award för bästa manliga biroll för rollen som Chris Keller i Arthur Millers Alla mina söner på The Royal National Theatre.

## Filmografi i urval
- 1992 – Ett fall för Frost (avsnittet "Conclusions", säsong 1, avsnitt 3)
- 1994 – Romeo + Juliet
- 1999 – Aristokrater (TV-serie)
- 2001 – Konspirationen – Josef Bühler
- 2005 – The Virgin Queen
- 2008 – Från Lark Rise till Candleford
- 2013 – House of Cards (TV-serie)
- 2016 – The Hollow Crown (TV-serie)
- 2016 – Rogue One: A Star Wars Story
- 2016 – The Exorcist (TV-serie)
- 2019 – The Crown (TV-serie)